# Arte Sella
Arte Sella è una rassegna di arte contemporanea nella natura, che si svolge in val di Sella, nel comune di Borgo Valsugana.

## La manifestazione
Arte Sella è una manifestazione internazionale di arte contemporanea nata nel 1986, che si svolge all'aperto nei prati e nei boschi della Val di Sella (comune di Borgo Valsugana, provincia di Trento).
Ha avuto inizio nel 1986 ad opera di Enrico Ferrari, Emanuele Montibeller e Carlotta Strobele ed è gestita dall'omonima associazione, presieduta da Enrico Ferrari fino al 2000, poi da Laura Tomaselli, e dal marzo 2012 da Giacomo Bianchi. Nel primo periodo (1986-1996) la manifestazione era biennale e si svolgeva presso “Casa Strobele” ed il suo parco. A partire dal 1996 si è sviluppata lungo un percorso sul Monte Armentera, sempre nella Val di Sella, chiamato artenatura. Lungo un sentiero di circa 3 km sono collocate circa 25 opere.
Dal 1998 molte attività espositive si svolgono a "Malga Costa", un edificio rurale isolato collocato nella parte conclusiva della valle. La malga, un tempo privata ed utilizzata per l'allevamento di bovini e per la produzione di prodotti caseari, è ora di proprietà comunale ed ospita gli artisti coinvolti nell'attività della manifestazioni, oltre a mostre ed a servizi per i visitatori. Nell'area circostante Malga Costa sono collocate quasi 30 opere.
Il progetto artistico vuole essere non solo un'esposizione qualificata di opere d'arte, ma anche e soprattutto un processo creativo: l'opera è seguita giorno per giorno nel suo crescere e l'intervento dell'artista deve esprimere il rapporto con la natura basato sul rispetto, traendo da essa ispirazione e stimolo. Le opere sono generalmente tridimensionali, perché ottenute con sassi, foglie, con rami o tronchi; più raramente sono utilizzati oggetti, materiali o colori artificiali e sono collocate all'aperto: il visitatore può così vedere le opere e allo stesso tempo godere delle particolarità ambientali del luogo (diversi tipi di bosco, presenza di rocce, di alberi monumentali...). Esse si inseriscono nel ciclo vitale della natura e sono quindi destinate a subire processi più o meno lenti di trasformazione e degrado, fino alla definitiva scomparsa.
All'esposizione delle opere si affiancano con frequenza concerti, spettacoli teatrali e altri avvenimenti che hanno visto la partecipazione di numerosi artisti di primo piano, quali Marco Paolini, Moni Ovadia, Antonella Ruggiero, Mario Brunello (diventato direttore della programmazione musicale di Arte Sella), i Mercanti di Liquore e Gianmaria Testa.
Sono state ospitate all'interno di "Malga Costa", tra le altre, installazioni site-specific di: Jakko Pernu (2008), Cornelia Konrads (2006), Isabella Bordoni (2005), Marinette Cueco (2002), Studio Azzurro (2001).
I principi fondamentali della manifestazione furono così determinati:
- L'artista non è il protagonista assoluto come nella corrente artistica della Land Art, caratterizzata da segni fortemente "impressivi" nel territorio;
- La natura è considerata la memoria dell'individuo e per questo deve essere difesa;
- Il rapporto con l'ecologia si modifica: la natura va interpretata nella sua assenza ed è una fonte di sapere e di esperienza;
- Le opere fanno parte e fanno riferimento al luogo ed al tempo definiti; privilegiano l'uso di materiali organici, non artificiali e interagiscono con il paesaggio diventandone parte integrante.

### La cattedrale vegetale

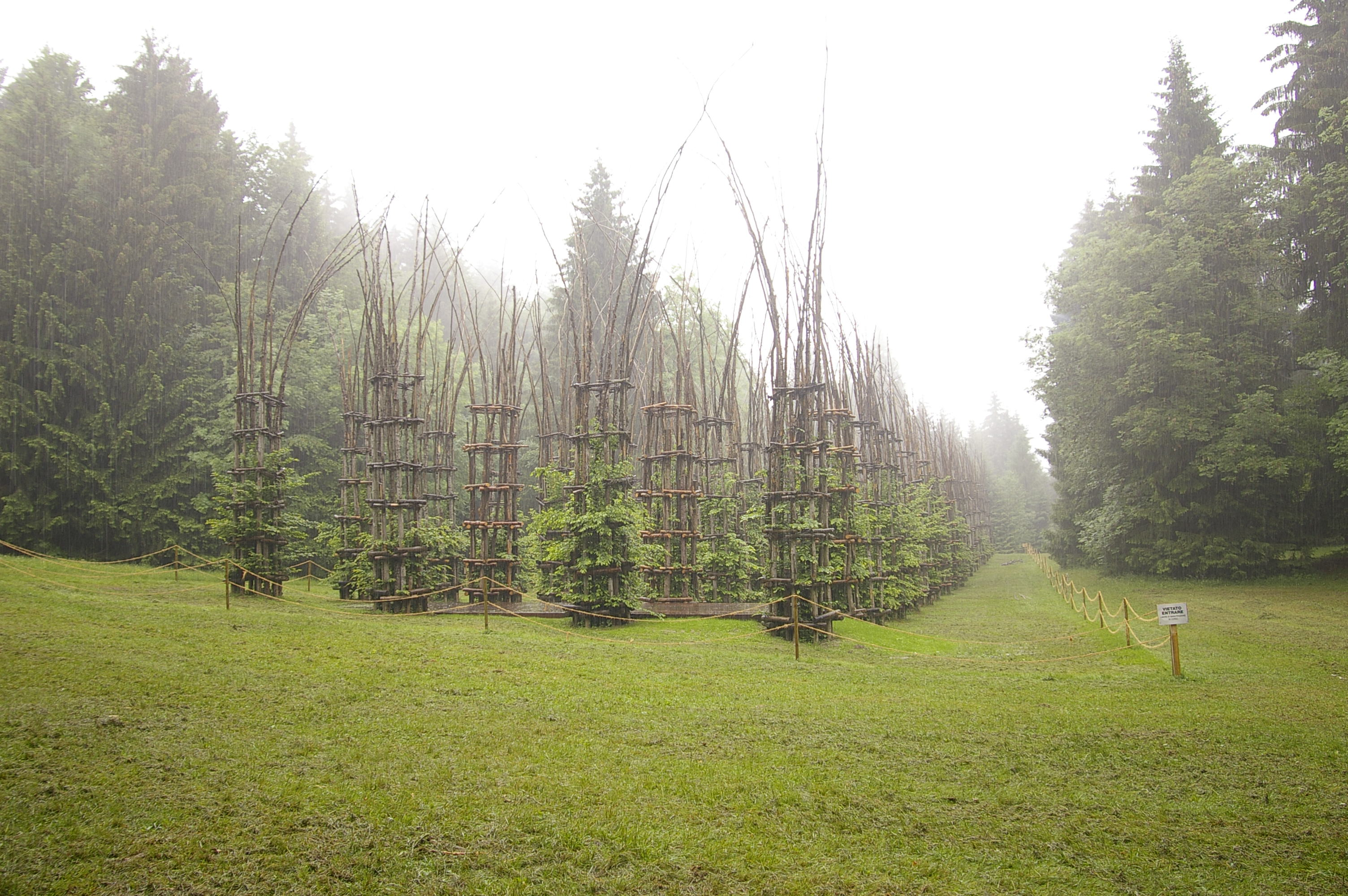
La cattedrale vegetale
di Giuliano Mauri, 2001

In una radura presso "Malga Costa" è stata realizzata nel 2001 l'opera "Cattedrale vegetale", di Giuliano Mauri, costruita con più di tremila rami intrecciati nelle forme di una cattedrale a tre navate, con ottanta colonne alte 12 m e 1220 m² di superficie. All'interno di ogni colonna è collocata una pianta di carpino, che nell'intenzione dell'artista, una volta cresciuta dovrebbe prendere il posto della struttura attuale, destinata a marcire e a scomparire. L'opera era stata progettata alla fine degli anni ottanta e pubblicata in Germania; fu inoltre presentata alla Triennale di Milano, ma non era stata mai realizzata a causa della sua grande complessità strutturale. L'opera ha avuto un grande successo di pubblico, attirando molti visitatori.

## Citazioni
I luoghi e le rappresentazioni dell'Arte Sella compaiono anche nella copertina e nel sito dell'album dei Marlene Kuntz: Uno. Alcuni luoghi del percorso Artenatura sono stati utilizzati come location del concerto e dell'intervista contenuti nel DVD dell'album Ivy della cantautrice Elisa, alcune opere di Arte Sella sono presenti anche nel suo viral video realizzato per il singolo Nostalgia.

## Spazio Livio Rossi
A fianco delle attività di Arte Sella l'associazione gestisce dal 2006 uno spazio culturale a Borgo Valsugana. L'edificio, architettonicamente apprezzabile, è situato lungo il corso ed è stato organizzato per creare un luogo suggestivo in cui comunicare arte ai visitatori. Gli Spazi LivioRossi sono così diventati un centro espositivo permanente curato da Arte Sella.